# Mengerjeva spužva
Méngerjeva spúžva je v matematiki vrsta fraktalne krivulje. Je univerzalna krivulja v smislu, da je njena topološka razsežnost enaka 1. Vsaka krivulja ali graf je homeomorfna neki podmnožici Mengerjeve spužve. Včasih jo imenujejo spužva Mengerja in Sierpińskega ali nepravilno spužva Sierpińskega. Mengerjeva spužva je trirazsežni analogon Cantorjeve množice in preproge Sierpińskega. Prvi jo je opisal avstrijski matematik Karl Menger leta 1926.

## Konstrukcija
Konstrukcijo Mengerjeve spužve si lahko predstavimo na naslednji način:
- Začnemo s kocko, (prva slika).
- Skrčimo kocko na {\displaystyle 1/27} velikosti in naredimo 20 njenih ustreznih kopij.
- Postavimo kopije, da tvorijo kocko iste velikosti, in odstranimo srednje dele, (naslednja slika).
- Ponovimo postopek od koraka 2 za vsako preostalo majhno kocko.
- Po neskončnem številu iteracij preostane Mengerjeva spužva.

Število kock se povečuje s faktorjem {\displaystyle 20^{n}}. Tu je {\displaystyle n} število iteracij izvedenih na prvi kocki:
| Iteracije | Kocke      | Vsota      |
| --------- | ---------- | ---------- |
| 0         | 1          | 1          |
| 1         | 20         | 21         |
| 2         | 400        | 421        |
| 3         | 8000       | 8421       |
| 4         | 160.000    | 168.421    |
| 5         | 3.200.000  | 3.368.421  |
| 6         | 64.000.000 | 67.368.421 |

V prvem koraku ni iteracij ({\displaystyle 20^{0}=1}).

## Značilnosti
Vsaka stran Mengerjeve spužve je preproga Sierpińskega. Velja še naprej, da je vsak presek Mengerjeve spužve z diagonalo ali središčnico prvotne množice M0 Cantorjeva množica. Mengerjeva spužva je zaprta množica. Ker je tudi omejena, Heine-Borelov izrek zatrjuje, da je kompaktna. Mengerjeva množica je neštevna in njena Lebesguova mera je enaka 0.
Topološka razsežnost Mengerjeve spužve je enaka ena. Spužvo je Menger skonstruiral med raziskovanjem pojma topološke razsežnosti. Topološka razsežnost vsake krivulje je ena. To pomeni, da so krivulje topološko enorazsežne. Menger je v svoji konstrukciji pokazal, da je Mengerjeva spužva univerzalna krivulja, tako da je vsaka poljubna enorazsežna krivulja homeomorfna kakšni podmnožici Mengerjeve spužve. Pri tem je krivulja vsakršen objekt z razsežnostjo ena. To so tudi drevesa in grafi s poljubno števno mnogo povezavami.
Podobno je preproga Sierpińskega univerzalna krivulja za vse krivulje, ki jih lahko vložimo na dvorazsežno ravnino. Mengerjeva spužva konstruirana v treh razsežnostih je razširitev te zamisli na neravninske grafe, ki jih lahko vložimo v poljubno mnogo razsežnosti. Vsako geometrijo zančne kvantne gravitacije lahko v hudomušnem primeru vložimo v Mengerjevo spužvo.
Hausdorff-Bezikovičeva razsežnost Mengerjeve spužve je enaka {\displaystyle {\frac {\ln {20}}{\ln {3}}}\approx 2.726833}.
Mengerjeva spužva ni telo. Njena površina je sicer neskončna, njena prostornina pa je enaka nič.

## Stroga definicija
Mengerjevo spužvo strogo definiramo kot:
{\displaystyle M:=\bigcap _{n\in \mathbb {N} }M_{n}}
kjer je M0 enotska kocka in
{\displaystyle M_{n+1}:=\left\{{\begin{matrix}(x,y,z)\in \mathbb {R} ^{3}:&{\begin{matrix}\exists i,j,k\in \{0,1,2\}:(3x-i,3y-j,3z-k)\in M_{n}\\{\mbox{le en od }}i,j,k{\mbox{ je enak 1}}\end{matrix}}\end{matrix}}\right\}}

## Mengerjeva spužva v naravi
Popolne Mengerjeve spužve seveda v naravi ni moč videti. Nekatere oblike pa spominjajo nanje. Diatomeje imajo takšne hišice in tudi lahki aerogeli imajo v majhni prostornini veliko površino.